# زبان مقدس

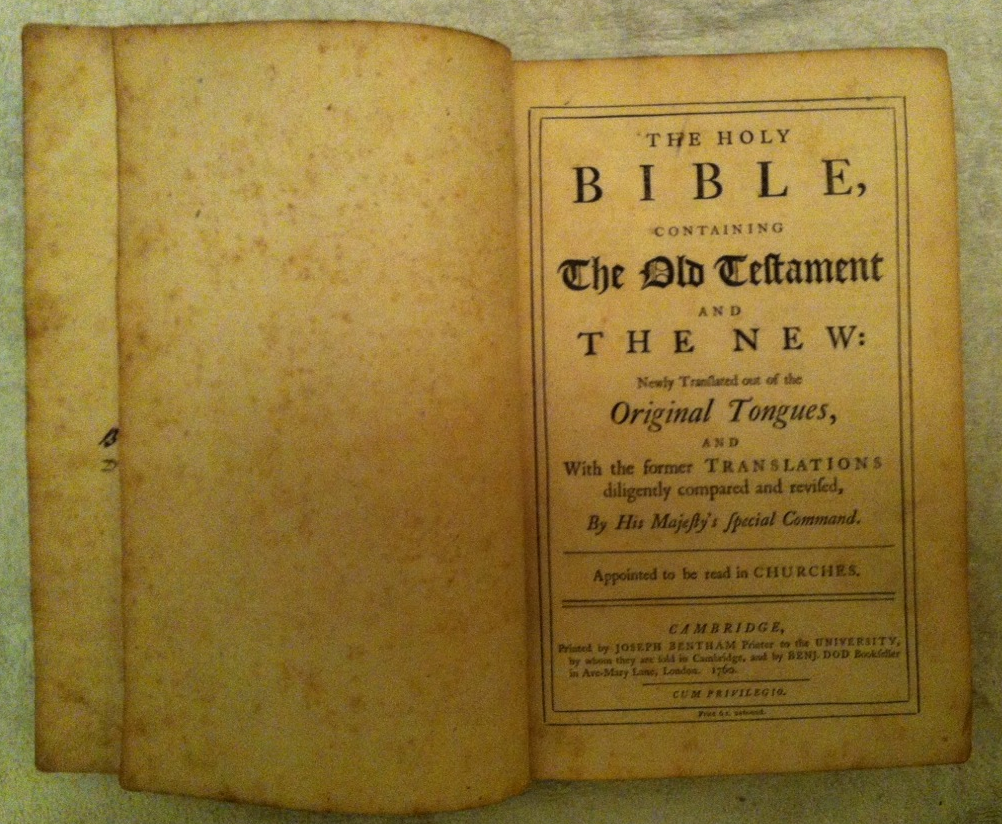
زبان انگلیسی در گذشته به علت مسیحی شدن آنگلوساکسون‌ها زبان مقدس به‌شمار می‌رفت.

زبان مقدس یا زبان آیینی زبانی است که توسط اهالی زبانی غیر از این زبان با اهداف دینی مورد استفاده قرار می‌گیرد. مقدس شمرده شدن یک زبان به وجود متون مذهبی اصلی و دعاهای قدیمی برای پیروان آن مذهب بسته است. شمار زیادی از این زبان‌ها امروز زبان مرده محسوب می‌شوند.

## زبان‌های مقدس در جهان امروز
- زبان اوستایی: به عنوان زبان مقدس برای زرتشتیان جهان کاربرد دارد و نیایش‌های دینی و متون آن در اوستا به این زبان باستانی نوشته شده‌اند. این زبان بیش از دوهزار سال است که متروک شده است.
- زبان عربی: زبان مقدس مسلمانان جهان است. متن کتاب قرآن به زبان عربی بوده و بیشتر دعاها و نیایش‌های مسلمانان به این زبان است. وجود حدیث‌های عربی از شخصیت‌های مقدس دینی نزد مسلمانان بر اهمیت این زبان افزوده است.
- زبان عبری: زبان مقدس کلیمیان جهان و زبان نوشتار کتاب مقدس عهد عتیق و بویژه بخش تلمود است.
- زبان آرامی: زبان مادری عیسی مسیح خداوند مسیحیان جهان و زبان گفتاری میان او و حواریون دوازده‌گانه بوده است.
- زبان یونانی کوئینی که عهد جدید به آن نوشته شده.
- زبان سریانی: زبان مقدس برای کلیسای کلدانی کاتولیک و کلیسای نسطوری آشوری است. این زبان در گذشته جایگاه مذهبی برجسته‌تری داشته.
- زبان گعز: زبانی مقدس در کشور اتیوپی است. یهودیان اتیوپی موسوم به فلاشا این زبان را مقدس می‌شمارند. همچنین کلیسای ارتودوکس توحیدی اتیوپی برای مراسم مذهبی این زبان را بکار می‌برد.
- زبان سنسکریت: زبان مقدس که وداها به آن نوشته شده است. همچنین این زبان برای پیروان هندوئیسم و بودیسم و آیین جین مقدس شمرده می‌شود.
- زبان مندائی نو که برای پیروان آئین مندائی حکم زبان مقدس و دینی را دارد.